# Bank RBK
«Bank RBK» — казахстанский розничный банк. Головной офис находится в г. Алматы (Казахстан).
По состоянию на 30 июня 2018 года имеет 10 региональных филиалов.

## Собственники и руководство
Крупным акционером с 89,7 % долей участия является ТОО «КСС Финанс». Конечным акционером является Владимир Ким.
Председатель совета директоров — Болат Жамишев. Председатель правления — Наталья Акентьева.

## Показатели
В 2016 году занял первое по темпу роста прибыли, которая за год выросла в 28,5 раз с 191,2 млн тенге в 2015 году до 5,45 млрд тенге в 2016 году.
На 1 августа 2022 года Bank RBK возглавил рейтинг банков по сокращению просроченной задолженности.
Bank RBK возглавил рейтинг активно кредитующих банков.
Bank RBK стал лидером по темпам роста депозитов.

## История
В 1991 году был создан частный банк «Мекен» в городе Темиртау.
В 1996 году банк «Мекен» переименован в «Алаш-банк».
В 2005 году «Алаш-банк» был переименован в АО «Казинкомбанк».
29 сентября 2011 года АО «Казинкомбанк» был переименован в АО "Банк «Bank RBK».
4 сентября 2014 года председателем правления банка назначен Игорь Мажинов.
10 сентября 2014 года становится принципиальным членом платежной системы Visa.
16 августа 2015 года произошла неудачная попытка похищения члена совета директоров банка Туганбай Данияра.
19 мая 2016 года банк принял участие в программах фонда «Даму» по финансирования малого и среднего бизнеса.
22 мая 2017 года пресс-служба банка анонсировала грядущее слияние "АО «Bank RBK» и "АО «Qazaq Banki».
1 августа 2017 года Владимир Ким получил согласие Национального банка Казахстана на приобретение статуса крупного участника АО «Bank RBK».
7 сентября 2017 года председателем совета директоров банка назначен Торстен Пол.
14 сентября 2017 года председателем правления банка назначена Марпу Жакубаева.
12 октября 2017 года руководство банка АО «Bank RBK» принял решение об отказе от совершения сделки по объединению с АО «Qazaq Banki».
В октябре 2017 года на фоне слухов о финансовой неустойчивости банка, вкладчики начали досрочно закрывать свои депозиты, в результате чего в банке возник дефицит наличности.
26 февраля 2018 года председателем правления банка назначена Наталья Акентьева.
30 октября 2020 года решением внеочередного общего собрания акционеров, Болат Жамишев избран независимым директором и председателем совета директоров банка.

## Социальная инициатива
В 2011 году банк совместно с ведущими СМИ запустил специальный проект «Богатое прошлое», целью которого являлось сбор и публикация историй обычных граждан Казахстана.
В 2016 года банк выступил инициатором проекта по художественному дубляжу голливудских фильмов на казахский язык.
В 2016 года банк выступил спонсором алма-атинского футбольного клуба «Кайрат».